# Patiwat Thongsalup
Patiwat Thongsalup (29 de octubre de 1986) es un deportista tailandés que compitió en taekwondo. Ganó una medalla de plata en el Campeonato Mundial de Taekwondo de 2011, y una medalla de bronce en los Juegos Asiáticos de 2010.

## Palmarés internacional
| Campeonato Mundial | Campeonato Mundial       | Campeonato Mundial | Campeonato Mundial |
| Año                | Lugar                    | Medalla            | Categoría          |
| ------------------ | ------------------------ | ------------------ | ------------------ |
| 2011               | Gyeongju (Corea del Sur) | Medalla de plata   | –74 kg             |
| Juegos Asiáticos   |                          |                    |                    |
| Año                | Lugar                    | Medalla            | Categoría          |
| 2010               | Cantón (China)           | Medalla de bronce  | –74 kg             |